# Arest

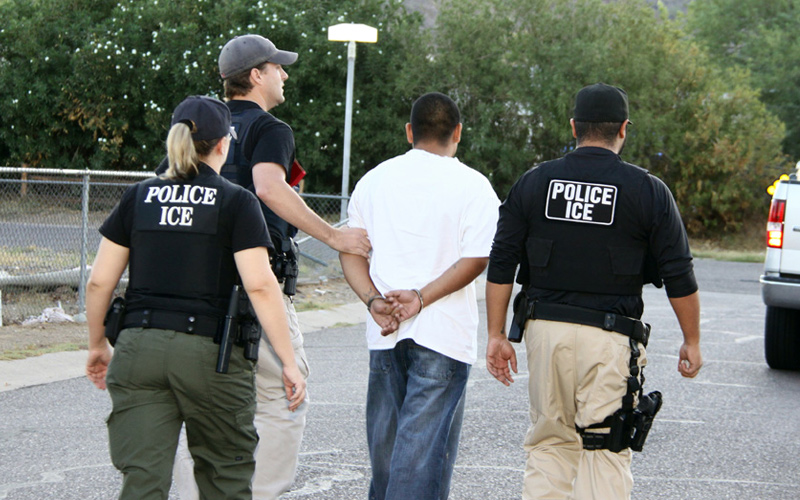
Bărbat arestat de agenții Immigration and Customs Enforcement, SUA

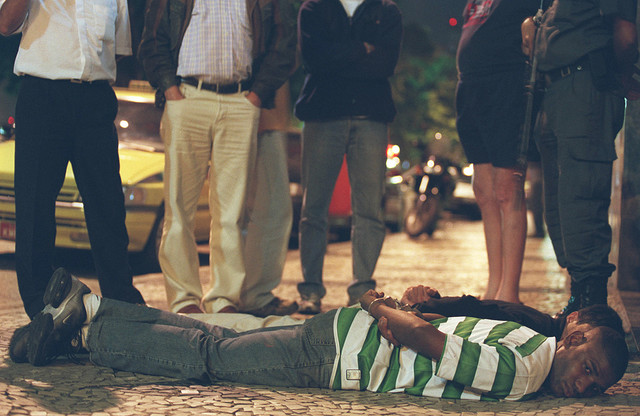
Bărbat arestat în Rio de Janeiro

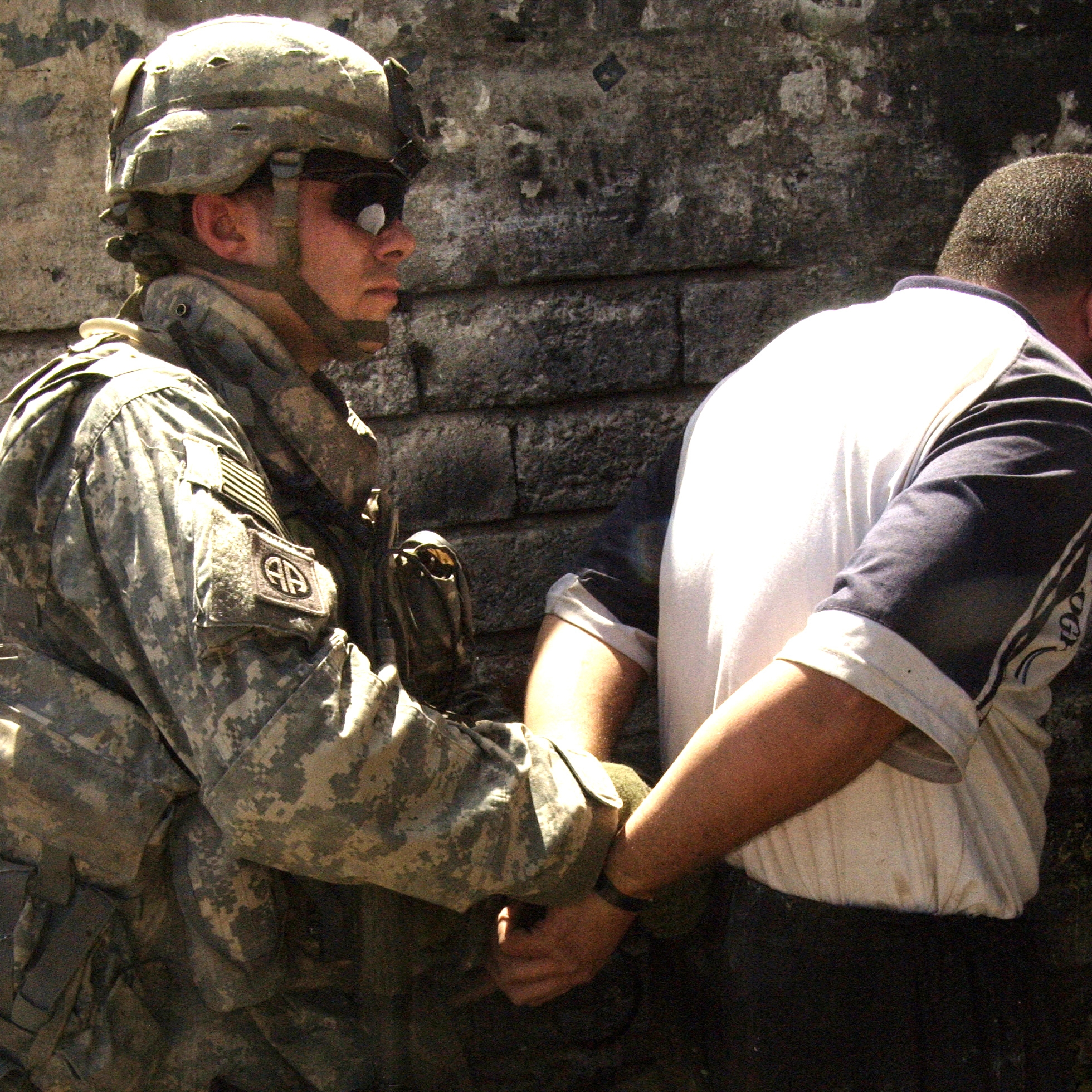
Arestul unui bărbat, în iunie 2007, în timpul războiului din Irak, de către un soldat al armatei Statelor Unite

Arestul este acțiunea de privare a individului de libertate, în general în timpul investigației unui caz penal. Persoana este reținută în procedura care face parte din codul penal.
Arestarea este actul de reținere a unei persoane și de luare în custodie, de obicei pentru că a fost suspectată de săvârșirea sau de planificarea unei infracțiuni. După ce persoana este luată în custodie, ei pot fi interogați în continuare și / sau acuzați. Arestarea este o procedură în cadrul unui sistem de justiție penală. 
Poliția și diverși ofițeri au puteri de arest. În unele locuri, arestarea unui cetățean este permisă; de exemplu, în Anglia și Țara Galilor, orice persoană poate aresta "pe cineva pe care are motive întemeiate să suspecteze să comită, să fi săvârșit sau să fie vinovat de săvârșirea unei infracțiuni imputabile", deși anumite condiții trebuie îndeplinite înainte de a lua o astfel de acțiune. Puteri similare există în Franța, Italia, Germania, Austria și Elveția, în cazul în care o persoană este prinsă într-un act de infracțiune și nu este dispusă sau capabilă să producă un act de identitate valabil. 
Ca protecție împotriva abuzului de putere, multe țări cer ca un arest să fie făcut pentru un motiv bine justificat, cum ar fi cerința unei cauze penale în Statele Unite. În plus, timpul în care o persoană poate fi reținută este relativ scurt (în majoritatea cazurilor 24 de ore în Regatul Unit și Franța și 24 sau 48 de ore în Statele Unite) înainte ca persoana reținută să fie acuzată sau eliberată. 

## Etimologie
Cuvântul arest este de origine anglo-norman, derivat din cuvântul francez arrêt -  a opri, seminifică reținerea a unei persoane. 

## Arestul la domiciliu
Codul penal al României include, din 2014, măsura arestului la domiciliu. Această măsură vine ca o alternativă la arestul preventiv și poate fi aplicată în funcție de gravitatea faptelor săvârșite de inculpat.
Durata maximă a măsurii este de jumatăte din maximul pedepsei infracțiunii pentru care o persoană e trimisă în judecată, dar nu mai mult de 5 ani.
O lipsă de corelare a legislației în vigoare le permite acestora să rămână în funcție și să-și încaseze salariul lunar, în ciuda faptului că ei nu se mai prezintă la locul de muncă.
De asemenea, regula a fost criticată pentru faptul că unui om al străzii i se poate impune arestul la domiciliu deși nu are unde să locuiască.